# Альфредо Гвідо
Альфредо Гві́до (Гідо) (ісп. Alfredo Guido; нар. 24 листопада 1892, Росаріо — пом. 1967, Буенос-Айрес) — аргентинський графік, майстер монументального і станкового живопису, кераміки.

## Біографія
Народився 24 листопада 1892 року в місті Росаріо (провінція Санта-Фе, Аргентина). З 1912 по 1915 рік навчався в Національній академії образотворчих мистецтв у Буенос-Айресі (викладачі Піо Коллівадіно та Карлос Ріпамонте). 1914 року відвідав Європу, Перу і Болівію.
З 1932 по 1955 рік — директор і професор Вищої національної художньої школи «Ернесто де ла Каркова» в Буенос-Айресі.
Помер у Буенос-Айресі у 1967 році.

## Творчість
- Фреска «Битва при Касерос» (1939) в будівлі муніціпалітету провінції Буенос-Айрес;
- Оформлення павільойну Аргентини на Всесвітній виставці в Нью-Йорку у 1939 році;
- Розписи на станціях метрополітену Буенос-Айреса;
- Ілюстрація творів аргентинських письменників-класиків Х. Р. Ернандеса, Д. Ф. Сарм'єнто, Л. Лугонеса та інших.

Розписи у Будинку Фракассі (м. Росаріо), виконані Альфредо Гідо
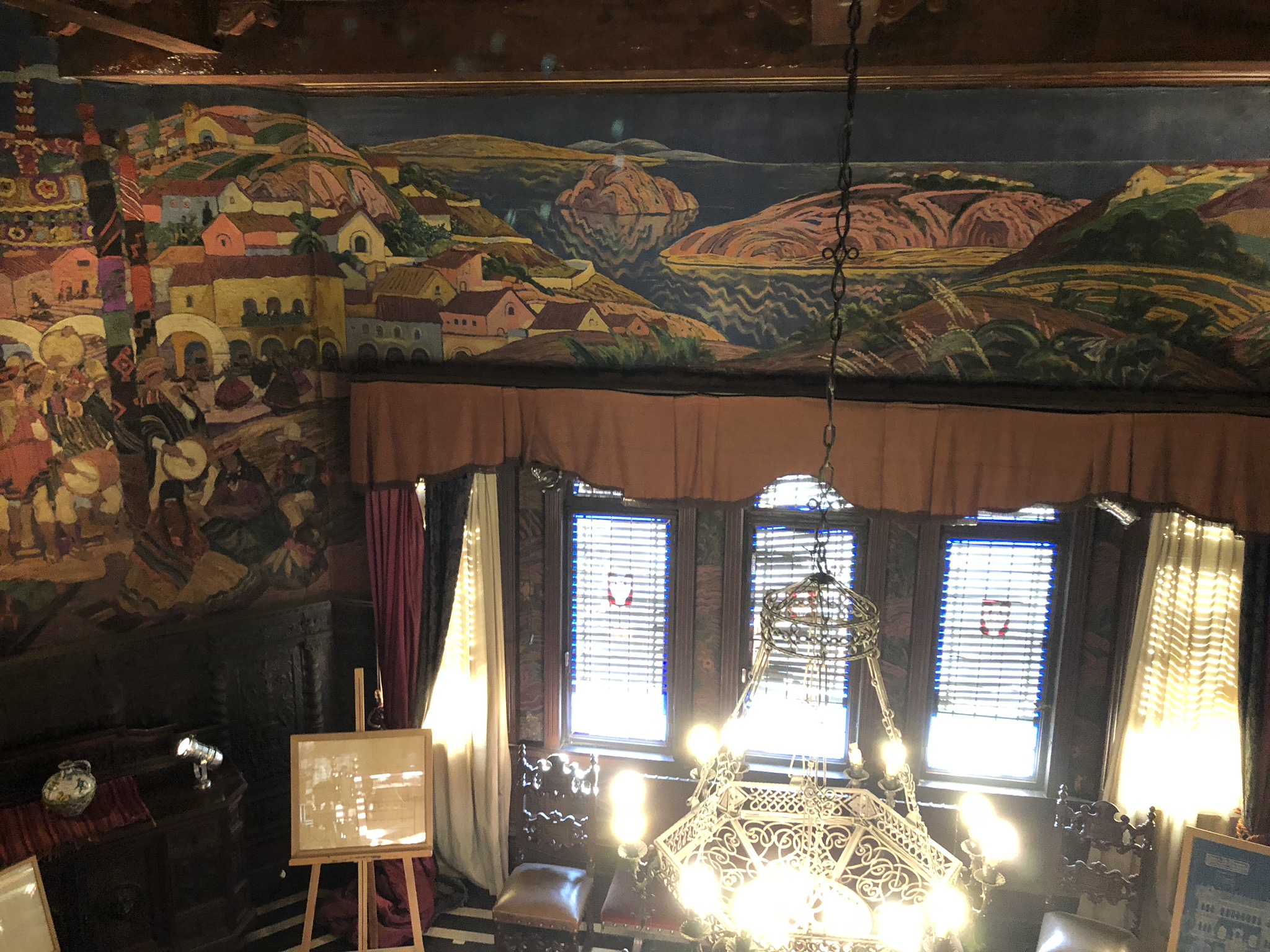
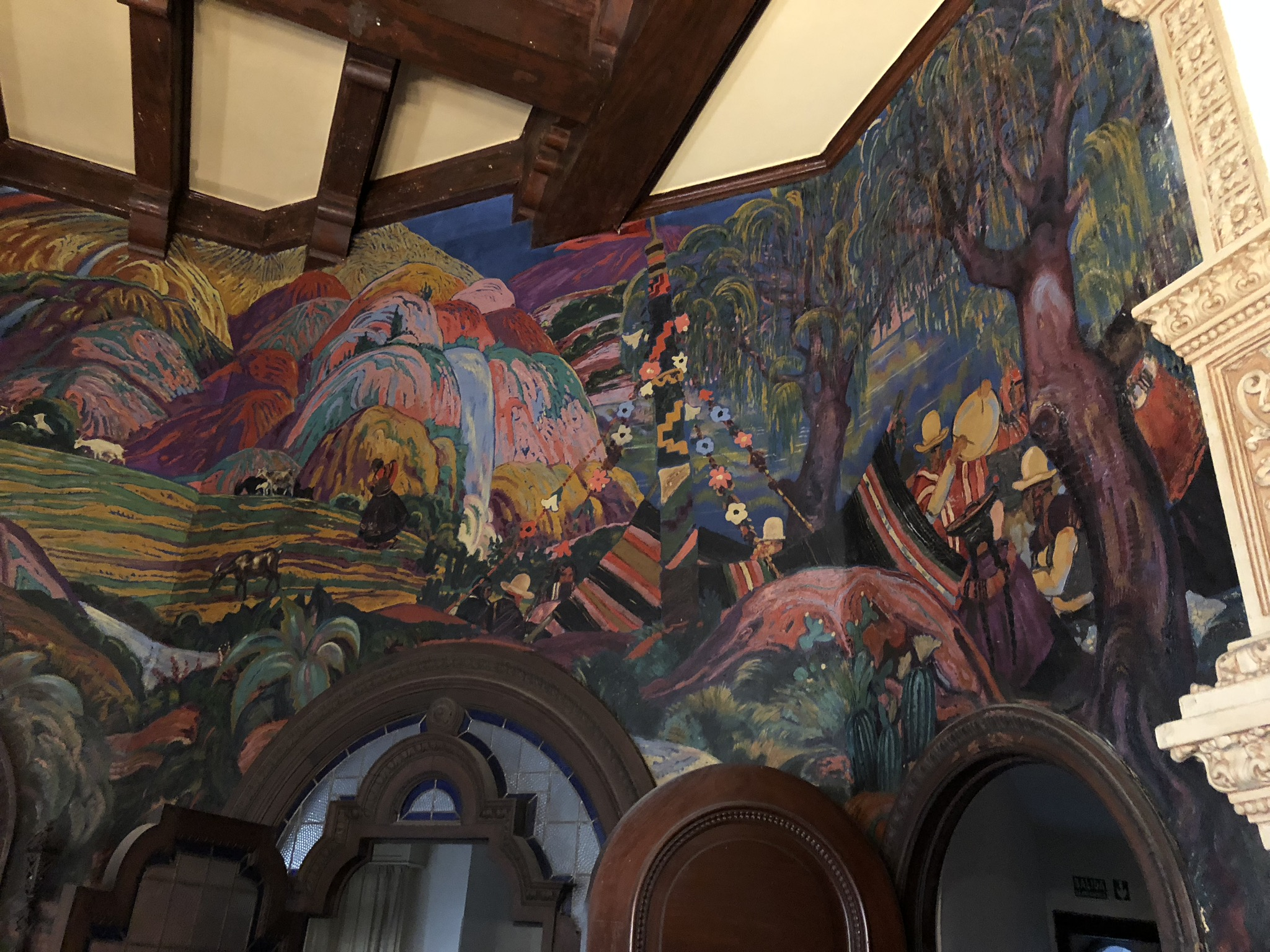
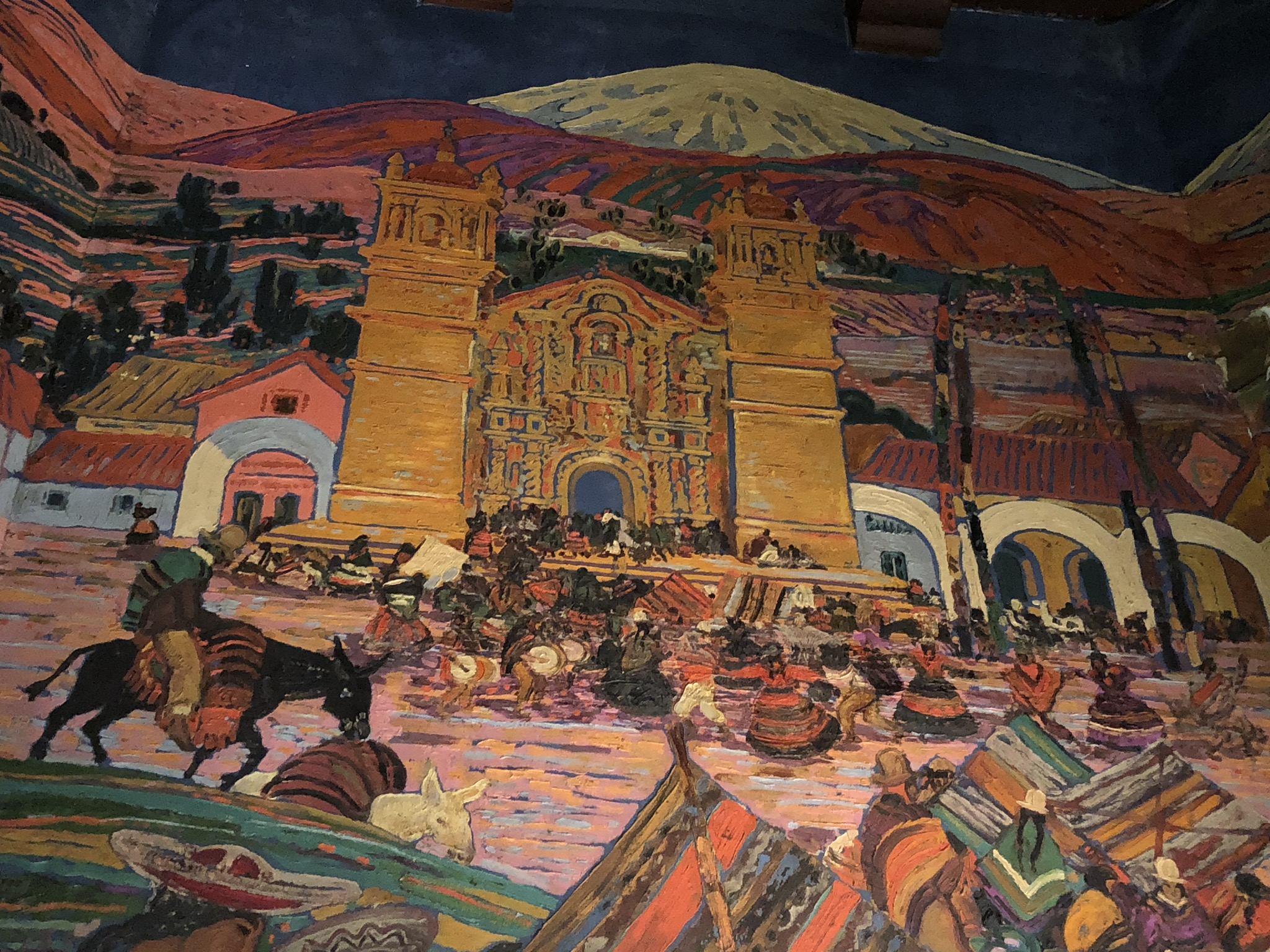

## Відзнаки
Золота медаль на Всесвітній виставці в Парижі у 1937 році.